# Констанція Максима
Флавія Констанція Максима (361/362 — 383) — дружина римського імператора Граціана.

## Життєпис
Народилася у Константинополі в родині імператора Констанція II та його третьої дружини Фаустіни. У рік народження Констації  її батько помер. Після смерті імператора Юліана владу у місті захопив родич династії Костянтина Великого — Прокопій (365). Він намагався використати Констанцію та її маму для посилення своєї влади. Втім у 366 році Прокопій був розбитий імператором Валентом. 
Після цього Констанція продовжувала спокійно мешкати у Константинополі. Після досягнення належного на той час віку для укладання шлюбу Валент вирішив одружити Констанцію зі своїм небожем Граціаном. У 374 році Констанція відправилася до нареченого. Дорогою Констанція ледь не потрапила у полон до германського племені квадів, які вторглися на територію імперії. Її врятував намісник Паноннії Мессала. Того ж року відбулося весілля, а вже у 375 році Констанція народила сина, який невдовзі помер. Навесні 383 року померла й сама Констанція. Поховано її було у Константинополі.